# Salima Machamba
Ursule Salima-Machamba, ou Salima Machamba bint Saidi Hamadi Makadara (Ursule), née le 1er novembre 1874 à Fomboni et morte le 7 août 1964 à Pesmes,  est une reine de Mohéli, île de l'archipel des Comores, aujourd'hui Union des Comores.

## Biographie
Salima Machamba est la fille de Fatima Soudi bint Abderremane, reine de Mohéli, et d'Émile Fleuriot de Langle (1837-1881, fils de l'amiral Alphonse Fleuriot de Langle,), et la petite-fille du sultan (roi) Abderremane, lui-même cousin de Ranavalona Ire, reine de Madagascar.
Elle est née à Mohéli en 1874 et était destinée à devenir reine de cette petite île des Comores. Elle ne régna pas en tant que reine, subissant une régence de Fadeli bin Othman, de Balia Juma et d'Abudu Tsivandini Mahmudu bin Mohamed Makadara (1863–1898), puis « chassée » par les résidents français.
En 1900, alors qu'elle résidait sur l'île de La Réunion, elle rencontra un gendarme français originaire de Bourgogne, Camille Paule. Elle l'épousa le 28 août 1901 à la mairie de Saint-Denis (La Réunion) et donna son trône à la France en 1902, le Gouvernement français lui ayant fait savoir que l'« on ne pouvait être à la fois reine et femme de gendarme » !,,,. 
Elle suivit ensuite son mari en France et vécut dans une résidence fermière du petit village de Cléry (Côte-d'Or), à la lisière du département de la Haute-Saône. Elle est alors surnommée « la reine en sabots ». Lors d'une visite en Franche-Comté en 1962, le général de Gaulle vint saluer la reine.
Elle eut trois enfants, les princes et princesse Louise, Louis et Fernand de Mohéli. Elle est enterrée à Pesmes, où elle s'est éteinte à 89 ans en août 1964 : une stèle est érigée sur sa tombe et porte les mentions « Ursule Salima Machamba, reine de Mohéli, épouse Paule ».

Sa tombe au cimetière de Pesmes
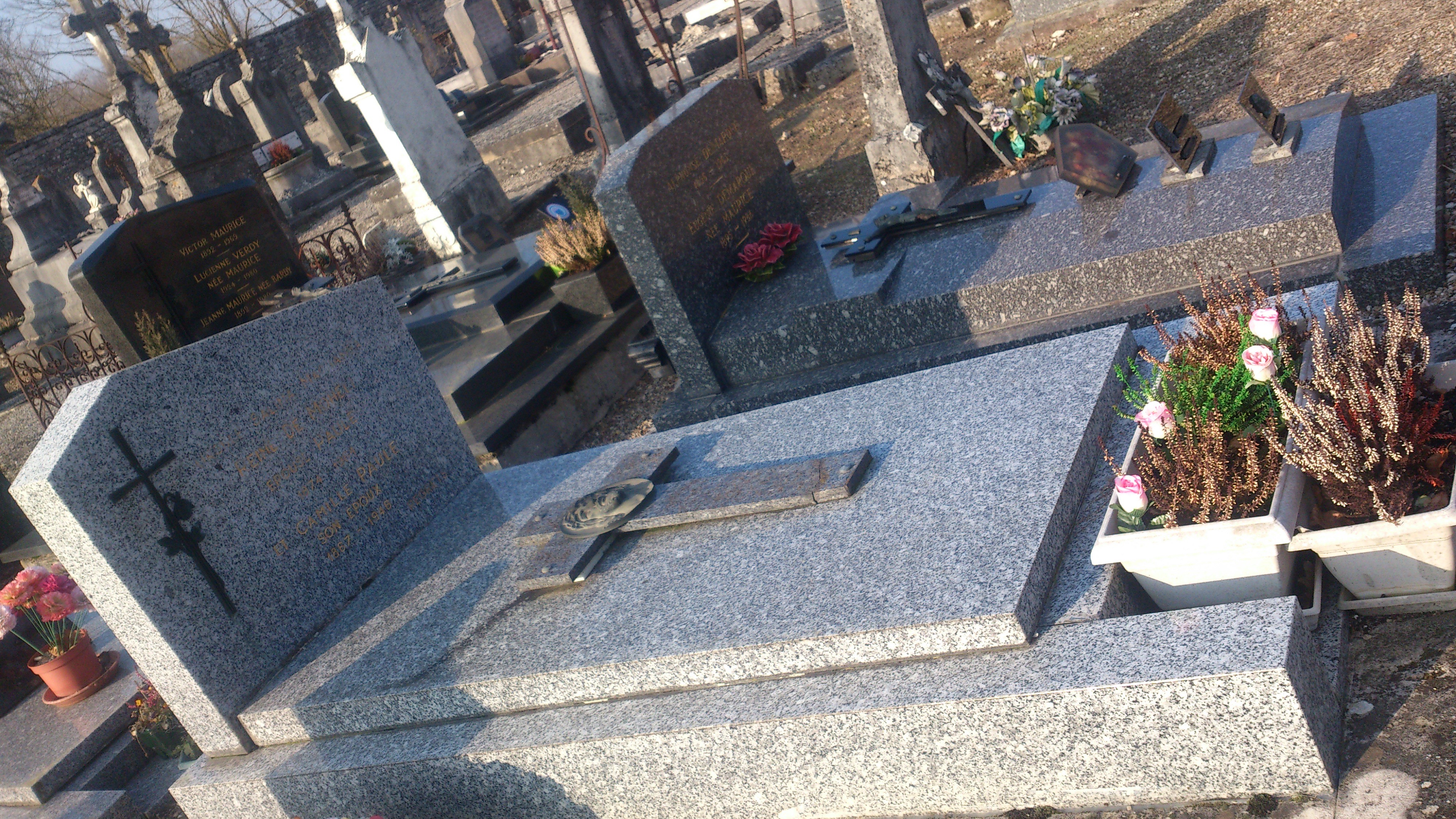
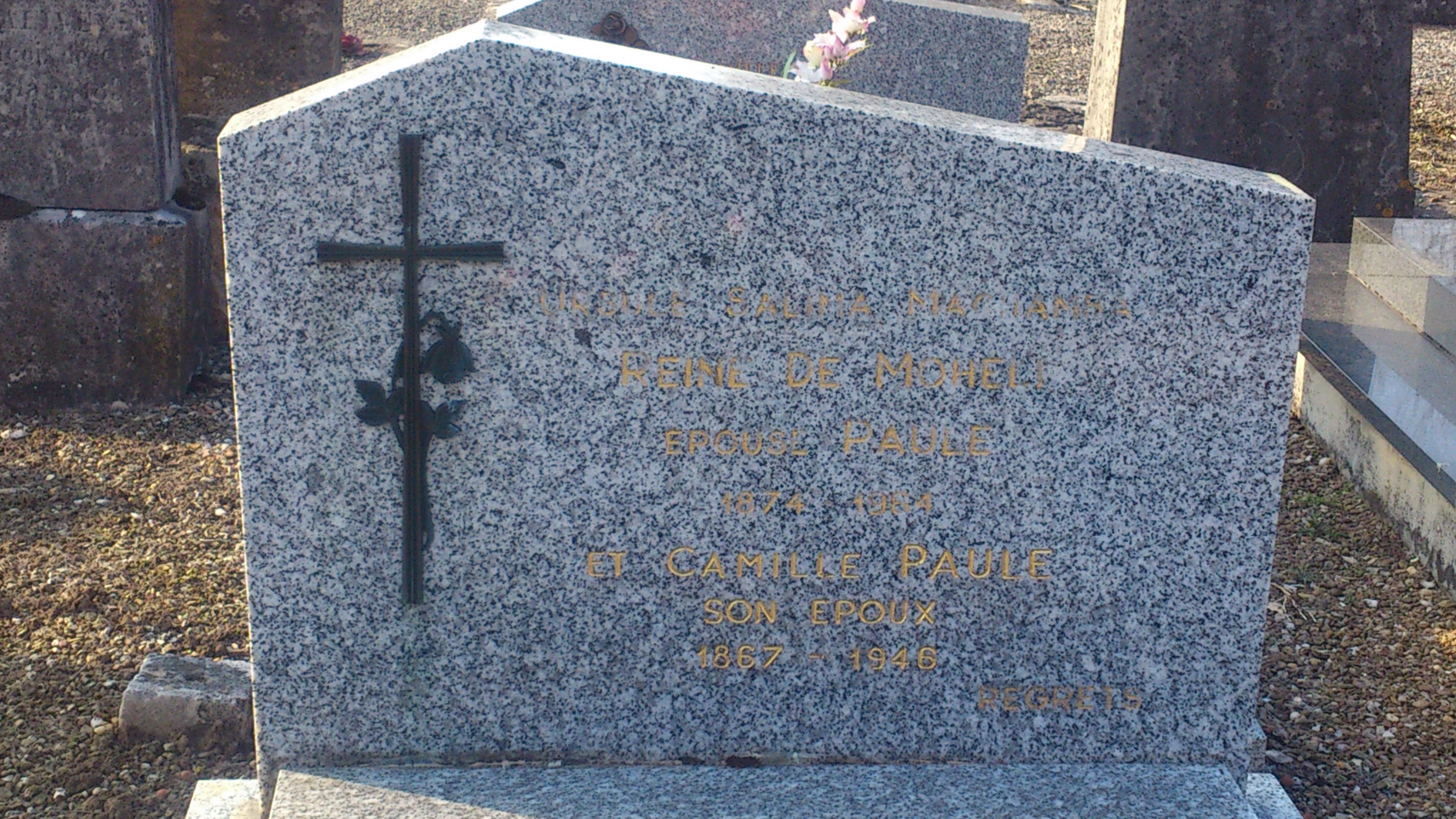

### Descendance
De Camille Paule (né le 1er mars 1867 à Pesmes (Haute-Saône) et mort le 22 septembre 1946 à Champagney (Jura) ), elle eut :
- Henriette Camille Ursule Louise, princesse de Mohéli (née le 15 juillet 1902 à Cléry (Côte-d'Or) et morte le 4 avril 1989 à Dijon (Côte-d'Or) ), qui eut :
  - Christiane, princesse de Mohéli.
- Louis Camille, prince de Mohéli (né le 1er septembre 1907 à Cléry (Côte-d'Or) et mort le 8 avril 1983 à Dole (Jura) ), qui eut :
  - Anne Ursule[8], princesse de Mohéli (née en 1941 à Dijon), chevalier dans l'ordre national du Mérite (France)[9], chancelier de l’ordre de l'Étoile de Mohéli (Comores)[10], présidente de l'association « Développement des Îles Comores »[11].
- Camille Fernand, prince de Mohéli (né le 16 juin 1917 à Cléry (Côte-d'Or) et mort le 1er avril 2007 à Dijon (Côte-d'Or) ).